# アダム・プルトコ
アダム・グレゴリー・プルトコ（Adam Gregory Plutko, 英語発音 :\PLET-ko\; 1991年10月3日 - ）は、アメリカ合衆国カリフォルニア州サンバーナーディーノ郡アップランド出身のプロ野球選手（投手）。右投右打。

## 経歴

### プロ入り前
2010年のMLBドラフト6巡目（全体183位）でヒューストン・アストロズから指名されたが、この時は契約せずにカリフォルニア大学ロサンゼルス校へ進学した。

### プロ入りとインディアンス時代
2013年のMLBドラフト11巡目（全体321位）でクリーブランド・インディアンスから指名され、プロ入り。
2014年、傘下のA級レイクカウンティ・キャプテンズでプロデビュー。A+級カロライナ・マドキャッツでもプレーし、2球団合計で28試合に先発登板して7勝10敗、防御率4.03、144奪三振を記録した。
2015年はA+級リンチバーグ・ヒルキャッツとAA級アクロン・ラバーダックスでプレーし、2球団合計で27試合に先発登板して13勝7敗、防御率2.39、137奪三振を記録した。
2016年、マイナーではAA級アクロンとAAA級コロンバス・クリッパーズでプレーし、2球団合計で28試合に先発登板して9勝8敗、防御率3.73、130奪三振を記録した。9月20日にメジャー契約を結んでアクティブ・ロースター入りすると、24日のシカゴ・ホワイトソックス戦でメジャーデビュー。この年メジャーでは2試合に登板した。
2017年はメジャーでの登板は無かった。マイナーではAAA級コロンバスでプレーし、24試合（先発22試合）に登板して7勝12敗、防御率5.90、103奪三振を記録した。
2018年は2年ぶりにメジャーに復帰し、17試合（先発12試合）に登板して4勝5敗1セーブ、防御率5.28、60奪三振を記録した。

### オリオールズ時代

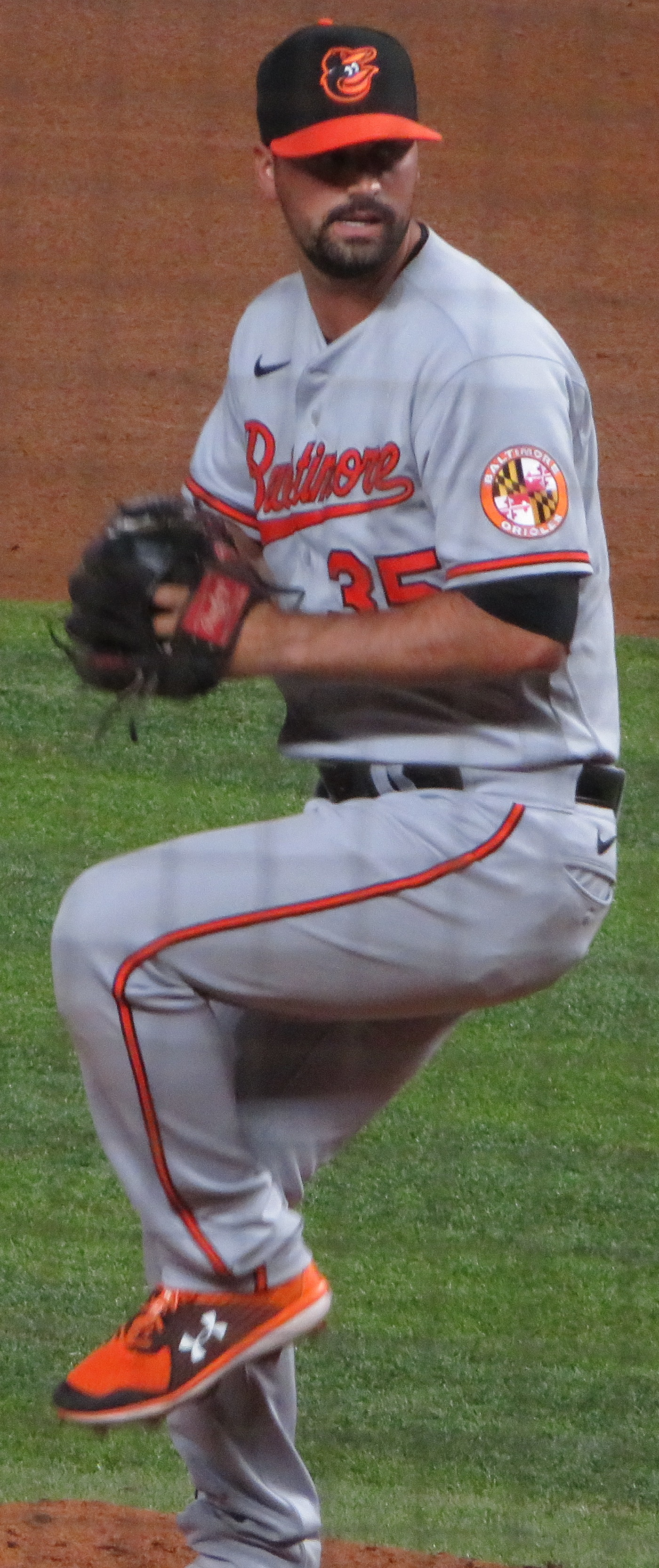
ボルチモア・オリオールズ時代
(2021年4月20日)

2021年3月27日に金銭とのトレードで、ボルチモア・オリオールズへ移籍した。8月15日にDFAとなり、18日にマイナー契約で傘下のAAA級ノーフォーク・タイズへ配属された。

### LG時代
2021年12月10日、韓国プロ野球のLGツインズと契約したことが発表された。2022年は15勝、2023年は11勝を記録。2023年10月、韓国から出国しアメリカ合衆国で肘の手術を受け、2024年はLGと契約しないことにした。

### ツインズ傘下時代
2024年5月3日、ミネソタ・ツインズとマイナー契約を結んだ。

## 投球スタイル
フォーシームを主体としており、変化球ではチェンジアップ、スライダー、カーブを投げる。

## 詳細情報

### 年度別投手成績
| 年 度    | 球 団    | 登 板 | 先 発 | 完 投 | 完 封 | 無 四 球 | 勝 利 | 敗 戦 | セ 丨 ブ | ホ 丨 ル ド | 勝 率 | 打 者 | 投 球 回 | 被 安 打 | 被 本 塁 打 | 与 四 球 | 敬 遠 | 与 死 球 | 奪 三 振 | 暴 投 | ボ 丨 ク | 失 点 | 自 責 点 | 防 御 率 | W H I P |
| -------- | -------- | ----- | ----- | ----- | ----- | -------- | ----- | ----- | -------- | ----------- | ----- | ----- | -------- | -------- | ----------- | -------- | ----- | -------- | -------- | ----- | -------- | ----- | -------- | -------- | ------- |
| 2016     | CLE      | 2     | 0     | 0     | 0     | 0        | 0     | 0     | 0        | 0           | ----  | 18    | 3.2      | 5        | 1           | 2        | 0     | 0        | 3        | 1     | 0        | 3     | 3        | 7.36     | 1.91    |
| 2018     | CLE      | 17    | 12    | 0     | 0     | 0        | 4     | 5     | 1        | 0           | .444  | 326   | 76.2     | 78       | 21          | 23       | 1     | 1        | 60       | 3     | 1        | 45    | 45       | 5.28     | 1.32    |
| 2019     | CLE      | 21    | 20    | 0     | 0     | 0        | 7     | 5     | 0        | 0           | .583  | 462   | 109.1    | 115      | 22          | 26       | 2     | 4        | 78       | 0     | 0        | 61    | 59       | 4.86     | 1.29    |
| 2020     | CLE      | 10    | 4     | 0     | 0     | 0        | 2     | 2     | 1        | 0           | .500  | 116   | 27.2     | 30       | 5           | 7        | 0     | 1        | 15       | 0     | 0        | 15    | 15       | 4.88     | 1.34    |
| 2021     | BAL      | 38    | 1     | 0     | 0     | 0        | 1     | 2     | 1        | 5           | .333  | 255   | 56.1     | 65       | 17          | 27       | 1     | 3        | 44       | 3     | 0        | 43    | 42       | 6.71     | 1.63    |
| MLB：5年 | MLB：5年 | 88    | 37    | 0     | 0     | 0        | 14    | 14    | 3        | 5           | .500  | 1177  | 273.2    | 293      | 66          | 85       | 4     | 9        | 200      | 7     | 1        | 167   | 164      | 5.39     | 1.38    |

- 2021年度シーズン終了時

### 年度別守備成績
| 年 度 | 球 団 | 投手（P） | 投手（P） | 投手（P） | 投手（P） | 投手（P） | 投手（P） |
| 年 度 | 球 団 | 試 合     | 刺 殺     | 補 殺     | 失 策     | 併 殺     | 守 備 率  |
| ----- | ----- | --------- | --------- | --------- | --------- | --------- | --------- |
| 2016  | CLE   | 2         | 0         | 1         | 0         | 0         | 1.000     |
| 2018  | CLE   | 17        | 3         | 7         | 0         | 0         | 1.000     |
| 2019  | CLE   | 21        | 10        | 2         | 2         | 0         | .857      |
| 2020  | CLE   | 10        | 1         | 4         | 0         | 1         | 1.000     |
| MLB   | MLB   | 50        | 14        | 14        | 2         | 1         | .933      |

- 2020年度シーズン終了時

### 背番号
- 62（2016年）
- 45（2018年 - 2020年、2022年 - ）
- 35（2021年）